# Стримівка
Стримі́вка — село в Україні, в Олександрівській селищній громаді Кропивницького району Кіровоградської області. Населення становить 231 осіб.

## Населення
Згідно з переписом УРСР 1989 року чисельність наявного населення села становила 283 особи, з яких 108 чоловіків та 175 жінок.
За переписом населення України 2001 року в селі мешкала 231 особа.

### Мова
Розподіл населення за рідною мовою за даними перепису 2001 року:
| Мова       | Відсоток |
| ---------- | -------- |
| українська | 97,84 %  |
| російська  | 1,30 %   |
| молдовська | 0,87 %   |